# Локфорд (Каліфорнія)
Локфорд (англ. Lockeford) — переписна місцевість (CDP) в США, в окрузі Сан-Хоакін штату Каліфорнія. Населення — 3333 особи (2020).

## Географія
Локфорд розташований за координатами 38°8′57″ пн. ш. 121°9′15″ зх. д. / 38.14917° пн. ш. 121.15417° зх. д. (38.149078, -121.154270).  За даними Бюро перепису населення США в 2010 році переписна місцевість мала площу 21,72 км², з яких 21,60 км² — суходіл та 0,12 км² — водойми.

## Демографія
Згідно з переписом 2010 року, у переписній місцевості мешкали 3233 особи в 1142 домогосподарствах у складі 826 родин. Густота населення становила 149 осіб/км².  Було 1221 помешкання (56/км²).
Расовий склад населення:
| - 78,1 % — білих - 2,0 % — азіатів - 0,7 % — корінних американців - 0,4 % — вихідців з тихоокеанських островів - 0,3 % — чорних або афроамериканців - 12,8 % — осіб інших рас |

До двох чи більше рас належало 5,7 %. Частка іспаномовних становила 29,6 % від усіх жителів.
За віковим діапазоном населення розподілялося таким чином: 25,6 % — особи молодші 18 років, 59,9 % — особи у віці 18—64 років, 14,5 % — особи у віці 65 років та старші. Медіана віку мешканця становила 39,2 року. На 100 осіб жіночої статі у переписній місцевості припадало 108,2 чоловіків;  на 100 жінок у віці від 18 років та старших — 101,8 чоловіків також старших 18 років.
Середній дохід на одне домашнє господарство  становив 59 531 долар США (медіана — 44 244), а середній дохід на одну сім'ю — 66 560 доларів (медіана — 45 865). Медіана доходів становила 43 780 доларів для чоловіків та 56 875 доларів для жінок. За межею бідності перебувало 20,7 % осіб, у тому числі 31,7 % дітей у віці до 18 років та 5,0 % осіб у віці 65 років та старших.
Цивільне працевлаштоване населення становило 1373 особи. Основні галузі зайнятості: освіта, охорона здоров'я та соціальна допомога — 15,3 %, науковці, спеціалісти, менеджери — 13,0 %, виробництво — 11,9 %, будівництво — 10,9 %.